# Carolus chlorocarpus
Carolus chlorocarpus là một loài thực vật có hoa trong họ Malpighiaceae. Loài này được (A.Juss.) W.R.Anderson mô tả khoa học đầu tiên năm 2006.